# 2015–2016-os UEFA-bajnokok ligája (csoportkör)
A 2015–2016-os UEFA-bajnokok ligája csoportkörének mérkőzéseit 2015. szeptember 15. és december 9. között játszották le.

## Résztvevők
A 2014–2015-ös Európa-liga győztese, az 1–3.-ig rangsorolt nemzeti labdarúgó-bajnokságok dobogós csapatai, a 4–6.-ig rangsorolt nemzeti labdarúgó-bajnokságok bajnok és ezüstérmes csapatai, valamint a 7–12.-ig rangsorolt nemzeti labdarúgó-bajnokságok bajnokcsapatai a csoportkörben csatlakoznak a bajnokcsapatok rájátszásának, illetve a bajnoki helyezés alapján részt vevő csapatok rájátszásának öt-öt továbbjutójához.

## Fordulók és időpontok
| Forduló        | Sorsolás dátuma              | Játéknapok              |                         |
| -------------- | ---------------------------- | ----------------------- | ----------------------- |
| 1. mérkőzésnap | 2015. augusztus 27. (Monaco) | 2015. szeptember 15–16. | 2015. szeptember 15–16. |
| 2. mérkőzésnap | 2015. augusztus 27. (Monaco) | 2015. szeptember 29–30. | 2015. szeptember 29–30. |
| 3. mérkőzésnap | 2015. augusztus 27. (Monaco) | 2015. október 20–21.    | 2015. október 20–21.    |
| 4. mérkőzésnap | 2015. augusztus 27. (Monaco) | 2015. november 3–4.     | 2015. november 3–4.     |
| 5. mérkőzésnap | 2015. augusztus 27. (Monaco) | 2015. november 24–25.   | 2015. november 24–25.   |
| 6. mérkőzésnap | 2015. augusztus 27. (Monaco) | 2015. december 8–9.     | 2015. december 8–9.     |

## Sorsolás
A csoportkörben nyolc egyaránt négycsapatos csoportot képeztek. A csoportokban a csapatok körmérkőzéses, oda-visszavágós rendszerben mérkőztek meg egymással. A csoportok első két helyen záró csapat az egyenes kieséses szakaszba jutott, a harmadik helyezettek a 2015–2016-os Európa-liga egyenes kieséses szakaszában folytatták, míg az utolsó helyezettek kiestek.
Az 1. kalapba a címvédő és a rangsor szerinti 2–8. ország bajnokcsapata került (Az FC Barcelona volt a címvédő és a spanyol bajnok is). A többi csapatot az együtthatójuk szerint rendezték sorba.
Egy 2014. július 17-én meghozott határozat szerint az orosz és ukrán csapatok nem kerülhetnek azonos csoportba.
A sorsolást 2015. augusztus 27-én tartották Monacóban.
| Csapat                   | Együttható | Kalap |
| ------------------------ | ---------- | ----- |
| FC Barcelona (címvédő)   | 164,999    | 1     |
| Chelsea                  | 142,078    | 1     |
| Bayern München           | 154,883    | 1     |
| Juventus                 | 95,102     | 1     |
| Benfica                  | 118,276    | 1     |
| Paris Saint-Germain      | 100,483    | 1     |
| Zenyit Szankt-Petyerburg | 90,099     | 1     |
| PSV Eindhoven            | 58,195     | 1     |
| Real Madrid              | 171,999    | 2     |
| Atlético de Madrid       | 120,999    | 2     |
| FC Porto                 | 111,276    | 2     |
| Arsenal                  | 110,078    | 2     |
| Manchester United        | 103,078    | 2     |
| Valencia CF              | 99,999     | 2     |
| Bayer Leverkusen         | 87,883     | 2     |
| Manchester City          | 87,078     | 2     |

| Csapat                   | Együttható | Kalap |
| ------------------------ | ---------- | ----- |
| Sahtar Doneck            | 86,033     | 3     |
| Sevilla FC               | 80,499     | 3     |
| Olympique Lyonnais       | 72,983     | 3     |
| Dinamo Kijiv             | 65,033     | 3     |
| Olimbiakósz              | 62,380     | 3     |
| CSZKA Moszkva            | 55,599     | 3     |
| Galatasaray              | 50,020     | 3     |
| AS Roma                  | 43,602     | 3     |
| BATE Bariszav            | 35,150     | 4     |
| Borussia Mönchengladbach | 33,883     | 4     |
| VfL Wolfsburg            | 31,883     | 4     |
| Dinamo Zagreb            | 24,700     | 4     |
| Makkabi Tel-Aviv         | 18,200     | 4     |
| KAA Gent                 | 13,440     | 4     |
| Malmö FF                 | 12,545     | 4     |
| Asztana FK               | 3,825      | 4     |

## Csoportok

### Sorrend meghatározása
Az UEFA versenyszabályzata alapján, ha két vagy több csapat a csoportmérkőzések után azonos pontszámmal állt, az alábbiak alapján kellett meghatározni a sorrendet:
1. az azonosan álló csapatok mérkőzésein szerzett több pont
2. az azonosan álló csapatok mérkőzésein elért jobb gólkülönbség
3. az azonosan álló csapatok mérkőzésein szerzett több gól
4. az azonosan álló csapatok mérkőzésein idegenben szerzett több gól
5. az összes mérkőzésen elért jobb gólkülönbség
6. az összes mérkőzésen szerzett több gól
7. az azonosan álló csapatok és nemzeti szövetségük jobb UEFA-együtthatója az elmúlt öt évben

Minden időpont közép-európai idő/közép-európai nyári idő szerint van feltüntetve.

### A csoport
| Hely. | Csapat              | M | Gy | D | V | G+ | G– | Gk  | P  | Továbbjutás                                |  | RM  | PSG | SHK | MAL |
| ----- | ------------------- | - | -- | - | - | -- | -- | --- | -- | ------------------------------------------ |  | --- | --- | --- | --- |
| 1.    | Real Madrid         | 6 | 5  | 1 | 0 | 19 | 3  | +16 | 16 | Továbbjutott az egyenes kieséses szakaszba |  | —   | 1–0 | 4–0 | 8–0 |
| 2.    | Paris Saint-Germain | 6 | 4  | 1 | 1 | 12 | 1  | +11 | 13 | Továbbjutott az egyenes kieséses szakaszba |  | 0–0 | —   | 2–0 | 2–0 |
| 3.    | Sahtar Doneck       | 6 | 1  | 0 | 5 | 7  | 14 | −7  | 3  | Átkerült az Európa-ligába                  |  | 3–4 | 0–3 | —   | 4–0 |
| 4.    | Malmö FF            | 6 | 1  | 0 | 5 | 1  | 21 | −20 | 3  |                                            |  | 0–2 | 0–5 | 1–0 | —   |

1. 1 2  Egymás elleni eredmény: Malmö FF 1–0 Sahtar Doneck, Sahtar Doneck 4–0 Malmö FF.

| 2015. szeptember 15. 20:45 |

| Paris Saint-Germain    | 2–0               | Malmö FF |
| ---------------------- | ----------------- | -------- |
| Di María 4' Cavani 61' | (1–0) Jegyzőkönyv |          |

| Parc des Princes, Párizs Játékvezető: Szergej Karaszjov (orosz) |

| 2015. szeptember 15. 20:45 |

| Real Madrid                                           | 4–0               | Sahtar Doneck |
| ----------------------------------------------------- | ----------------- | ------------- |
| Benzema 30' Ronaldo 55' (11-esből) 63' (11-esből) 81' | (1–0) Jegyzőkönyv |               |

| Santiago Bernabéu, Madrid Játékvezető: Ivan Bebek (horvát) |

| 2015. szeptember 30. 20:45 |

| Sahtar Doneck | 0–3               | Paris Saint-Germain                       |
| ------------- | ----------------- | ----------------------------------------- |
|               | (0–2) Jegyzőkönyv | Aurier 7' David Luiz 23' Srna 90' (öngól) |

| Arena Lviv, Lviv Játékvezető: Deniz Aytekin (német) |

| 2015. szeptember 30. 20:45 |

| Malmö FF | 0–2               | Real Madrid     |
| -------- | ----------------- | --------------- |
|          | (0–1) Jegyzőkönyv | Ronaldo 29' 90' |

| Swedbank Stadion, Malmö Játékvezető: Cüneyt Çakır (török) |

| 2015. október 21. 20:45 |

| Malmö FF      | 1–0               | Sahtar Doneck |
| ------------- | ----------------- | ------------- |
| Rosenberg 17' | (1–0) Jegyzőkönyv |               |

| Swedbank Stadion, Malmö Játékvezető: Anasztásziosz Szidirópulosz (görög) |

| 2015. október 21. 20:45 |

| Paris Saint-Germain | 0–0         | Real Madrid |
| ------------------- | ----------- | ----------- |
|                     | Jegyzőkönyv |             |

| Parc des Princes, Párizs Játékvezető: Nicola Rizzoli (olasz) |

| 2015. november 3. 20:45 |

| Sahtar Doneck                                            | 4–0               | Malmö FF |
| -------------------------------------------------------- | ----------------- | -------- |
| Gladkyj 29' Srna 48' (11-esből) Eduardo 55' Teixeira 73' | (1–0) Jegyzőkönyv |          |

| Arena Lviv, Lviv Játékvezető: Ovidiu Hațegan (román) |

| 2015. november 3. 20:45 |

| Real Madrid | 1–0               | Paris Saint-Germain |
| ----------- | ----------------- | ------------------- |
| Nacho 35'   | (1–0) Jegyzőkönyv |                     |

| Santiago Bernabéu, Madrid Játékvezető: Mark Clattenburg (angol) |

| 2015. november 25. 20:45 |

| Malmö FF | 0–5               | Paris Saint-Germain                                  |
| -------- | ----------------- | ---------------------------------------------------- |
|          | (0–2) Jegyzőkönyv | Rabiot 3' Di María 14' 68' Ibrahimović 50' Lucas 82' |

| Swedbank Stadion, Malmö Játékvezető: William Collum (skót) |

| 2015. november 25. 20:45 |

| Sahtar Doneck                            | 3–4               | Real Madrid                             |
| ---------------------------------------- | ----------------- | --------------------------------------- |
| Teixeira 77' (11-esből) 88' Dentinho 83' | (0–1) Jegyzőkönyv | Ronaldo 18' 70' Modrić 50' Carvajal 52' |

| Arena Lviv, Lviv Játékvezető: Bas Nijhuis (holland) |

| 2015. december 8. 20:45 |

| Paris Saint-Germain       | 2–0               | Sahtar Doneck |
| ------------------------- | ----------------- | ------------- |
| Lucas 57' Ibrahimović 86' | (0–0) Jegyzőkönyv |               |

| Parc des Princes, Párizs Játékvezető: John Keitas Taylor (angol) |

| 2015. december 8. 20:45 |

| Real Madrid                                             | 8–0               | Malmö FF |
| ------------------------------------------------------- | ----------------- | -------- |
| Benzema 12' 24' 74' Ronaldo 39' 47' 50' 59' Kovačić 70' | (3–0) Jegyzőkönyv |          |

| Santiago Bernabéu, Madrid Játékvezető: Daniele Orsato (olasz) |

### B csoport
| Hely. | Csapat            | M | Gy | D | V | G+ | G– | Gk | P  | Továbbjutás                                |  | WOL | PSV | MU  | CSKA |
| ----- | ----------------- | - | -- | - | - | -- | -- | -- | -- | ------------------------------------------ |  | --- | --- | --- | ---- |
| 1.    | VfL Wolfsburg     | 6 | 4  | 0 | 2 | 9  | 6  | +3 | 12 | Továbbjutott az egyenes kieséses szakaszba |  | —   | 2–0 | 3–2 | 1–0  |
| 2.    | PSV Eindhoven     | 6 | 3  | 1 | 2 | 8  | 7  | +1 | 10 | Továbbjutott az egyenes kieséses szakaszba |  | 2–0 | —   | 2–1 | 2–1  |
| 3.    | Manchester United | 6 | 2  | 2 | 2 | 7  | 7  | 0  | 8  | Átkerült az Európa-ligába                  |  | 2–1 | 0–0 | —   | 1–0  |
| 4.    | CSZKA Moszkva     | 6 | 1  | 1 | 4 | 5  | 9  | −4 | 4  |                                            |  | 0–2 | 3–2 | 1–1 | —    |

| 2015. szeptember 15. 20:45 |

| VfL Wolfsburg | 1–0               | CSZKA Moszkva |
| ------------- | ----------------- | ------------- |
| Draxler 40'   | (1–0) Jegyzőkönyv |               |

| Volkswagen Arena, Wolfsburg Játékvezető: Svein Oddvar Moen (norvég) |

| 2015. szeptember 15. 20:45 |

| PSV Eindhoven             | 2–1               | Manchester United |
| ------------------------- | ----------------- | ----------------- |
| Moreno 45+2' Narsingh 57' | (1–1) Jegyzőkönyv | Depay 41'         |

| Philips Stadion, Eindhoven Játékvezető: Nicola Rizzoli (olasz) |

| 2015. szeptember 30. 20:45 |

| Manchester United                | 2–1               | VfL Wolfsburg |
| -------------------------------- | ----------------- | ------------- |
| Mata 34' (11-esből) Smalling 53' | (1–1) Jegyzőkönyv | Caligiuri 4'  |

| Old Trafford, Manchester Játékvezető: Kassai Viktor (magyar) |

| 2015. szeptember 30. 20:45 |

| CSZKA Moszkva                      | 3–2               | PSV Eindhoven     |
| ---------------------------------- | ----------------- | ----------------- |
| Musa 7' Doumbia 21' 36' (11-esből) | (3–0) Jegyzőkönyv | Lestienne 60' 68' |

| Arena Khimki, Khimki Játékvezető: Ruddy Buquet (francia) |

| 2015. október 21. 20:45 |

| CSZKA Moszkva | 1–1               | Manchester United |
| ------------- | ----------------- | ----------------- |
| Doumbia 15'   | (1–0) Jegyzőkönyv | Martial 65'       |

| Arena Khimki, Khimki Játékvezető: Carlos Velasco Carballo (spanyol) |

| 2015. október 21. 20:45 |

| VfL Wolfsburg      | 2–0               | PSV Eindhoven |
| ------------------ | ----------------- | ------------- |
| Dost 46' Kruse 57' | (0–0) Jegyzőkönyv |               |

| Volkswagen Arena, Wolfsburg Játékvezető: Alberto Undiano Mallenco (spanyol) |

| 2015. november 3. 20:45 |

| Manchester United | 1–0               | CSZKA Moszkva |
| ----------------- | ----------------- | ------------- |
| Rooney 79'        | (0–0) Jegyzőkönyv |               |

| Old Trafford, Manchester Játékvezető: Szymon Marciniak (lengyel) |

| 2015. november 3. 20:45 |

| PSV Eindhoven           | 2–0               | VfL Wolfsburg |
| ----------------------- | ----------------- | ------------- |
| Locadia 55' De Jong 86' | (0–0) Jegyzőkönyv |               |

| Philips Stadion, Eindhoven Játékvezető: Jonas Eriksson (svéd) |

| 2015. november 25. 18:00 |

| CSZKA Moszkva | 0–2               | VfL Wolfsburg                      |
| ------------- | ----------------- | ---------------------------------- |
|               | (0–0) Jegyzőkönyv | Akinfejev 67' (öngól) Schürrle 88' |

| Arena Khimki, Khimki Játékvezető: Gianluca Rocchi (olasz) |

| 2015. november 25. 20:45 |

| Manchester United | 0–0         | PSV Eindhoven |
| ----------------- | ----------- | ------------- |
|                   | Jegyzőkönyv |               |

| Old Trafford, Manchester Játékvezető: Pavel Královec (cseh) |

| 2015. december 8. 20:45 |

| VfL Wolfsburg               | 3–2               | Manchester United                  |
| --------------------------- | ----------------- | ---------------------------------- |
| Naldo 13' 84' Vieirinha 29' | (2–1) Jegyzőkönyv | Martial 10' Guilavogui 84' (öngól) |

| Volkswagen Arena, Wolfsburg Játékvezető: Milorad Mažić (szerb) |

| 2015. december 8. 20:45 |

| PSV Eindhoven           | 2–1               | CSZKA Moszkva             |
| ----------------------- | ----------------- | ------------------------- |
| De Jong 78' Pröpper 86' | (0–0) Jegyzőkönyv | Ignasevics 76' (11-esből) |

| Philips Stadion, Eindhoven Játékvezető: David Fernández Borbalán (spanyol) |

### C csoport
| Hely. | Csapat             | M | Gy | D | V | G+ | G– | Gk | P  | Továbbjutás                                |  | ATL | BEN | GAL | AST |
| ----- | ------------------ | - | -- | - | - | -- | -- | -- | -- | ------------------------------------------ |  | --- | --- | --- | --- |
| 1.    | Atlético de Madrid | 6 | 4  | 1 | 1 | 11 | 3  | +8 | 13 | Továbbjutott az egyenes kieséses szakaszba |  | —   | 1–2 | 2–0 | 4–0 |
| 2.    | Benfica            | 6 | 3  | 1 | 2 | 10 | 8  | +2 | 10 | Továbbjutott az egyenes kieséses szakaszba |  | 1–2 | —   | 2–1 | 2–0 |
| 3.    | Galatasaray        | 6 | 1  | 2 | 3 | 6  | 10 | −4 | 5  | Átkerült az Európa-ligába                  |  | 0–2 | 2–1 | —   | 1–1 |
| 4.    | Asztana FK         | 6 | 0  | 4 | 2 | 5  | 11 | −6 | 4  |                                            |  | 0–0 | 2–2 | 2–2 | —   |

| 2015. szeptember 15. 20:45 |

| Galatasaray | 0–2               | Atlético de Madrid |
| ----------- | ----------------- | ------------------ |
|             | (0–2) Jegyzőkönyv | Griezmann 18' 25'  |

| Türk Telekom Arena, Isztambul Játékvezető: Szymon Marciniak (lengyel) |

| 2015. szeptember 15. 20:45 |

| Benfica                 | 2–0               | Asztana FK |
| ----------------------- | ----------------- | ---------- |
| Gaitán 51' Mítroglu 62' | (0–0) Jegyzőkönyv |            |

| Estádio da Luz, Lisszabon Játékvezető: Anasztásziosz Szidirópulosz (görög) |

| 2015. szeptember 30. 18:00 |

| Asztana FK                           | 2–2               | Galatasaray               |
| ------------------------------------ | ----------------- | ------------------------- |
| Balta 77' (öngól) Carole 89' (öngól) | (0–1) Jegyzőkönyv | Kısa 31' Erić 86' (öngól) |

| Asztana Arena, Asztana Játékvezető: Martin Strömbergsson (svéd) |

| 2015. szeptember 30. 20:45 |

| Atlético de Madrid | 1–2               | Benfica               |
| ------------------ | ----------------- | --------------------- |
| Correa 23'         | (1–1) Jegyzőkönyv | Gaitán 36' Guedes 51' |

| Vicente Calderón Stadion, Madrid Játékvezető: Gianluca Rocchi (olasz) |

| 2015. október 21. 20:45 |

| Atlético de Madrid                                         | 4–0               | Asztana FK |
| ---------------------------------------------------------- | ----------------- | ---------- |
| Ñíguez 23' Martínez 29' Ó. Torres 63' Dedechko 89' (öngól) | (2–0) Jegyzőkönyv |            |

| Vicente Calderón Stadion, Madrid Játékvezető: Aleksei Kulbakov (fehérorosz) |

| 2015. október 21. 20:45 |

| Galatasaray                      | 2–1               | Benfica   |
| -------------------------------- | ----------------- | --------- |
| İnan 19' (11-esből) Podolski 33' | (2–1) Jegyzőkönyv | Gaitán 2' |

| Türk Telekom Arena, Isztambul Játékvezető: Willie Collum (skót) |

| 2015. november 3. 16:00 |

| Asztana FK | 0–0         | Atlético de Madrid |
| ---------- | ----------- | ------------------ |
|            | Jegyzőkönyv |                    |

| Asztana Arena, Asztana Játékvezető: Anthony Taylor (angol) |

| 2015. november 3. 20:45 |

| Benfica                         | 2–1               | Galatasaray  |
| ------------------------------- | ----------------- | ------------ |
| Jonas 52' Luisão 67' Gaitán 85′ | (0–0) Jegyzőkönyv | Podolski 58' |

| Estádio da Luz, Lisszabon Játékvezető: Milorad Mažić (szerb) |

| 2015. november 25. 16:00 |

| Asztana FK             | 2–2               | Benfica         |
| ---------------------- | ----------------- | --------------- |
| Twumasi 19' Aničić 31' | (2–1) Jegyzőkönyv | Jiménez 40' 72' |

| Asztana Arena, Asztana Játékvezető: Ruddy Buquet (francia) |

| 2015. november 25. 20:45 |

| Atlético de Madrid | 2–0               | Galatasaray |
| ------------------ | ----------------- | ----------- |
| Griezmann 13' 65'  | (1–0) Jegyzőkönyv |             |

| Vicente Calderón Stadion, Madrid Játékvezető: Nicola Rizzoli (olasz) |

| 2015. december 8. 20:45 |

| Galatasaray | 1–1               | Asztana FK  |
| ----------- | ----------------- | ----------- |
| İnan 64'    | (0–0) Jegyzőkönyv | Twumasi 62' |

| Türk Telekom Arena, Isztambul Játékvezető: Craig Thomson (skót) |

| 2015. december 8. 20:45 |

| Benfica      | 1–2               | Atlético de Madrid    |
| ------------ | ----------------- | --------------------- |
| Mítroglu 75' | (0–1) Jegyzőkönyv | Ñíguez 33' Vietto 55' |

| Estádio da Luz, Lisszabon Játékvezető: Ovidiu Hațegan (román) |

### D csoport
| Hely. | Csapat                   | M | Gy | D | V | G+ | G– | Gk | P  | Továbbjutás                                |  | MC  | JUV | SEV | MGB |
| ----- | ------------------------ | - | -- | - | - | -- | -- | -- | -- | ------------------------------------------ |  | --- | --- | --- | --- |
| 1.    | Manchester City          | 6 | 4  | 0 | 2 | 12 | 8  | +4 | 12 | Továbbjutott az egyenes kieséses szakaszba |  | —   | 1–2 | 2–1 | 4–2 |
| 2.    | Juventus                 | 6 | 3  | 2 | 1 | 6  | 3  | +3 | 11 | Továbbjutott az egyenes kieséses szakaszba |  | 1–0 | —   | 2–0 | 0–0 |
| 3.    | Sevilla FC               | 6 | 2  | 0 | 4 | 8  | 11 | −3 | 6  | Átkerült az Európa-ligába                  |  | 1–3 | 1–0 | —   | 3–0 |
| 4.    | Borussia Mönchengladbach | 6 | 1  | 2 | 3 | 8  | 12 | −4 | 5  |                                            |  | 1–2 | 1–1 | 4–2 | —   |

| 2015. szeptember 15. 20:45 |

| Manchester City       | 1–2               | Juventus                 |
| --------------------- | ----------------- | ------------------------ |
| Chiellini 57' (öngól) | (0–0) Jegyzőkönyv | Mandžukić 70' Morata 81' |

| City of Manchester Stadion, Manchester Játékvezető: Damir Skomina (szlovén) |

| 2015. szeptember 15. 20:45 |

| Sevilla FC                                                   | 3–0               | Borussia Mönchengladbach |
| ------------------------------------------------------------ | ----------------- | ------------------------ |
| Gameiro 47' (11-esből) Banega 66' (11-esből) Konopljanka 84' | (0–0) Jegyzőkönyv |                          |

| Estadio Ramón Sánchez Pizjuán, Sevilla Játékvezető: Pavel Královec (cseh) |

| 2015. szeptember 30. 20:45 |

| Borussia Mönchengladbach | 1–2               | Manchester City                               |
| ------------------------ | ----------------- | --------------------------------------------- |
| Stindl 54'               | (0–0) Jegyzőkönyv | Christensen 65' (öngól) Agüero 90' (11-esből) |

| Borussia-Park Stadion, Mönchengladbach Játékvezető: Clément Turpin (francia) |

| 2015. szeptember 30. 20:45 |

| Juventus            | 2–0               | Sevilla FC |
| ------------------- | ----------------- | ---------- |
| Morata 41' Zaza 87' | (1–0) Jegyzőkönyv |            |

| Juventus Stadion, Torino Játékvezető: Jonas Eriksson (svéd) |

| 2015. október 21. 20:45 |

| Juventus | 0–0         | Borussia Mönchengladbach |
| -------- | ----------- | ------------------------ |
|          | Jegyzőkönyv |                          |

| Juventus Stadion, Torino Játékvezető: Craig Thomson (skót) |

| 2015. október 21. 20:45 |

| Manchester City                  | 2–1               | Sevilla FC      |
| -------------------------------- | ----------------- | --------------- |
| Rami 36' (öngól) De Bruyne 90+1' | (1–1) Jegyzőkönyv | Konopljanka 30' |

| City of Manchester Stadion, Manchester Játékvezető: Bas Nijhuis (holland) |

| 2015. november 3. 20:45 |

| Borussia Mönchengladbach | 1–1               | Juventus                      |
| ------------------------ | ----------------- | ----------------------------- |
| Johnson 18'              | (1–1) Jegyzőkönyv | Lichtsteiner 44' Hernanes 53′ |

| Borussia-Park Stadion, Mönchengladbach Játékvezető: Björn Kuipers (holland) |

| 2015. november 3. 20:45 |

| Sevilla FC      | 1–3               | Manchester City                      |
| --------------- | ----------------- | ------------------------------------ |
| Trémoulinas 25' | (1–3) Jegyzőkönyv | Sterling 8' Fernandinho 11' Bony 36' |

| Estadio Ramón Sánchez Pizjuán, Sevilla Játékvezető: Svein Oddvar Moen (norvég) |

| 2015. november 25. 20:45 |

| Juventus      | 1–0               | Manchester City |
| ------------- | ----------------- | --------------- |
| Mandžukić 18' | (1–0) Jegyzőkönyv |                 |

| Juventus Stadion, Torino Játékvezető: Felix Brych (német) |

| 2015. november 25. 20:45 |

| Borussia Mönchengladbach               | 4–2               | Sevilla FC                         |
| -------------------------------------- | ----------------- | ---------------------------------- |
| Stindl 29' 83' Johnson 68' Raffael 78' | (1–0) Jegyzőkönyv | Vitolo 82' Banega 90+1' (11-esből) |

| Borussia-Park Stadion, Mönchengladbach Játékvezető: Damir Skomina (szlovén) |

| 2015. december 8. 20:45 |

| Manchester City                     | 4–2               | Borussia Mönchengladbach |
| ----------------------------------- | ----------------- | ------------------------ |
| Silva 16' Sterling 80' 81' Bony 85' | (1–2) Jegyzőkönyv | Korb 19' Raffael 42'     |

| City of Manchester Stadion, Manchester Játékvezető: Danny Makkelie (holland) |

| 2015. december 8. 20:45 |

| Sevilla FC   | 1–0               | Juventus |
| ------------ | ----------------- | -------- |
| Llorente 65' | (0–0) Jegyzőkönyv |          |

| Estadio Ramón Sánchez Pizjuán, Sevilla Játékvezető: Szymon Marciniak (lengyel) |

### E csoport
| Hely. | Csapat           | M | Gy | D | V | G+ | G– | Gk  | P  | Továbbjutás                                |  | BAR | ROM | LEV | BATE |
| ----- | ---------------- | - | -- | - | - | -- | -- | --- | -- | ------------------------------------------ |  | --- | --- | --- | ---- |
| 1.    | FC Barcelona     | 6 | 4  | 2 | 0 | 15 | 4  | +11 | 14 | Továbbjutott az egyenes kieséses szakaszba |  | —   | 6–1 | 2–1 | 3–0  |
| 2.    | AS Roma          | 6 | 1  | 3 | 2 | 11 | 16 | −5  | 6  | Továbbjutott az egyenes kieséses szakaszba |  | 1–1 | —   | 3–2 | 0–0  |
| 3.    | Bayer Leverkusen | 6 | 1  | 3 | 2 | 13 | 12 | +1  | 6  | Átkerült az Európa-ligába                  |  | 1–1 | 4–4 | —   | 4–1  |
| 4.    | BATE Bariszav    | 6 | 1  | 2 | 3 | 5  | 12 | −7  | 5  |                                            |  | 0–2 | 3–2 | 1–1 | —    |

1. 1 2  Egymás elleni eredmény: Bayer Leverkusen 4–4 AS Roma, AS Roma 3–2 Bayer Leverkusen.

| 2015. szeptember 16. 20:45 |

| Bayer Leverkusen                                       | 4–1               | BATE Bariszav |
| ------------------------------------------------------ | ----------------- | ------------- |
| Mehmedi 4' Çalhanoğlu 47' 76' (11-esből) Hernández 59' | (1–1) Jegyzőkönyv | Milunović 13' |

| BayArena, Leverkusen Játékvezető: Danny Makkelie (holland) |

| 2015. szeptember 16. 20:45 |

| AS Roma      | 1–1               | FC Barcelona |
| ------------ | ----------------- | ------------ |
| Florenzi 31' | (1–1) Jegyzőkönyv | Suárez 21'   |

| Stadio Olimpico, Róma Játékvezető: Björn Kuipers (holland) |

| 2015. szeptember 29. 20:45 |

| FC Barcelona           | 2–1               | Bayer Leverkusen |
| ---------------------- | ----------------- | ---------------- |
| Roberto 80' Suárez 82' | (0–1) Jegyzőkönyv | Papadópulosz 22' |

| Camp Nou, Barcelona Játékvezető: Martin Atkinson (angol) |

| 2015. szeptember 29. 20:45 |

| BATE Bariszav                   | 3–2               | AS Roma                      |
| ------------------------------- | ----------------- | ---------------------------- |
| Stasevich 8' Mladenović 12' 30' | (3–0) Jegyzőkönyv | Gervinho 66' Toroszídisz 82' |

| Borisov Arena, Bariszav Játékvezető: Mark Clattenburg (angol) |

| 2015. október 20. 20:45 |

| BATE Bariszav | 0–2   | FC Barcelona    |
| ------------- | ----- | --------------- |
|               | (0–0) | Rakitić 48' 64' |

| Borisov Arena, Bariszav Játékvezető: Manuel Jorge Sousa (portugál) |

| 2015. október 20. 20:45 |

| Bayer Leverkusen                                  | 4–4               | AS Roma                                |
| ------------------------------------------------- | ----------------- | -------------------------------------- |
| Hernández 4' (11-esből) 19' Kampl 84' Mehmedi 86' | (2–2) Jegyzőkönyv | De Rossi 29' 38' Pjanić 54' Falque 73' |

| BayArena, Leverkusen Játékvezető: Kassai Viktor (magyar) |

| 2015. november 4. 20:45 |

| FC Barcelona                         | 3–0               | BATE Bariszav |
| ------------------------------------ | ----------------- | ------------- |
| Neymar 30' (11-esből) 83' Suárez 60' | (1–0) Jegyzőkönyv |               |

| Camp Nou, Barcelona Játékvezető: Vad István (magyar) |

| 2015. november 4. 20:45 |

| AS Roma                                   | 3–2               | Bayer Leverkusen          |
| ----------------------------------------- | ----------------- | ------------------------- |
| Szaláh 2' Džeko 29' Pjanić 80' (11-esből) | (2–0) Jegyzőkönyv | Mehmedi 46' Hernández 51' |

| Stadio Olimpico, Róma Játékvezető: Szergej Karaszjov (orosz) |

| 2015. november 24. 18:00 |

| BATE Bariszav  | 1–1               | Bayer Leverkusen |
| -------------- | ----------------- | ---------------- |
| Hardzejcsuk 2' | (1–0) Jegyzőkönyv | Mehmedi 68'      |

| Borisov Arena, Bariszav Játékvezető: Clément Turpin (francia) |

| 2015. november 24. 20:45 |

| FC Barcelona                                       | 6–1               | AS Roma     |
| -------------------------------------------------- | ----------------- | ----------- |
| Suárez 15' 44' Messi 18' 60' Piqué 56' Adriano 77' | (3–0) Jegyzőkönyv | Džeko 90+1' |

| Camp Nou, Barcelona Játékvezető: Cüneyt Çakır (török) |

| 2015. december 9. 20:45 |

| Bayer Leverkusen | 1–1               | FC Barcelona |
| ---------------- | ----------------- | ------------ |
| Hernández 23'    | (1–1) Jegyzőkönyv | Messi 20'    |

| BayArena, Leverkusen Játékvezető: Mark Clattenburg (angol) |

| 2015. december 9. 20:45 |

| AS Roma | 0–0         | BATE Bariszav |
| ------- | ----------- | ------------- |
|         | Jegyzőkönyv |               |

| Stadio Olimpico, Róma Játékvezető: Martin Atkinson (angol) |

### F csoport
| Hely. | Csapat         | M | Gy | D | V | G+ | G– | Gk  | P  | Továbbjutás                                |  | BAY | ARS | OLI | DZG |
| ----- | -------------- | - | -- | - | - | -- | -- | --- | -- | ------------------------------------------ |  | --- | --- | --- | --- |
| 1.    | Bayern München | 6 | 5  | 0 | 1 | 19 | 3  | +16 | 15 | Továbbjutott az egyenes kieséses szakaszba |  | —   | 5–1 | 4–0 | 5–0 |
| 2.    | Arsenal        | 6 | 3  | 0 | 3 | 12 | 10 | +2  | 9  | Továbbjutott az egyenes kieséses szakaszba |  | 2–0 | —   | 2–3 | 3–0 |
| 3.    | Olimbiakósz    | 6 | 3  | 0 | 3 | 6  | 13 | −7  | 9  | Átkerült az Európa-ligába                  |  | 0–3 | 0–3 | —   | 2–1 |
| 4.    | Dinamo Zagreb  | 6 | 1  | 0 | 5 | 3  | 14 | −11 | 3  |                                            |  | 0–2 | 2–1 | 0–1 | —   |

1. 1 2  Egymás elleni eredmény: Arsenal 2–3 Olimbiakósz, Olimbiakósz 0–3 Arsenal.

| 2015. szeptember 16. 20:45 |

| Dinamo Zagreb             | 2–1               | Arsenal     |
| ------------------------- | ----------------- | ----------- |
| Pivarić 24' Fernándes 58' | (1–0) Jegyzőkönyv | Walcott 79' |

| Maksimir Stadion, Zágráb Játékvezető: Ovidiu Hațegan (román) |

| 2015. szeptember 16. 20:45 |

| Olimbiakósz | 0–3               | Bayern München                        |
| ----------- | ----------------- | ------------------------------------- |
|             | (0–0) Jegyzőkönyv | Müller 52' 90+2' (11-esből) Götze 89' |

| Karaiszkákisz Stadion, Pireusz Játékvezető: Carlos Velasco Carballo (spanyol) |

| 2015. szeptember 29. 20:45 |

| Bayern München                              | 5–0               | Dinamo Zagreb |
| ------------------------------------------- | ----------------- | ------------- |
| Costa 13' Lewandowski 21' 28' 55' Götze 25' | (4–0) Jegyzőkönyv |               |

| Allianz Arena, München Játékvezető: Aleksei Kulbakov (fehérorosz) |

| 2015. szeptember 29. 20:45 |

| Arsenal                 | 2–3               | Olimbiakósz                                  |
| ----------------------- | ----------------- | -------------------------------------------- |
| Walcott 35' Sánchez 65' | (1–2) Jegyzőkönyv | Pardo 33' Ospina 40' (öngól) Finnbogason 66' |

| Emirates Stadion, London Játékvezető: Bas Nijhuis (holland) |

| 2015. október 20. 20:45 |

| Arsenal               | 2–0               | Bayern München |
| --------------------- | ----------------- | -------------- |
| Giroud 77' Özil 90+4' | (0–0) Jegyzőkönyv |                |

| Emirates Stadion, London Játékvezető: Cüneyt Cakir (török) |

| 2015. október 20. 20:45 |

| Dinamo Zagreb | 0–1               | Olimbiakósz |
| ------------- | ----------------- | ----------- |
|               | (0–0) Jegyzőkönyv | Brown 79'   |

| Maksimir Stadion, Zágráb Játékvezető: Paolo Tagliavento (olasz) |

| 2015. november 4. 20:45 |

| Bayern München                                      | 5–1               | Arsenal    |
| --------------------------------------------------- | ----------------- | ---------- |
| Lewandowski 10' Müller 29' 89' Alaba 44' Robben 55' | (3–0) Jegyzőkönyv | Giroud 69' |

| Allianz Arena, München Játékvezető: Gianluca Rocchi (olasz) |

| 2015. november 4. 20:45 |

| Olimbiakósz   | 2–1               | Dinamo Zagreb              |
| ------------- | ----------------- | -------------------------- |
| Pardo 65' 90' | (0–1) Jegyzőkönyv | Ar. Hodžić 21' Pivarić 79′ |

| Karaiszkákisz Stadion, Pireusz Játékvezető: Antonio Mateu Lahoz (spanyol) |

| 2015. november 24. 20:45 |

| Arsenal                  | 3–0               | Dinamo Zagreb |
| ------------------------ | ----------------- | ------------- |
| Özil 29' Sánchez 33' 69' | (2–0) Jegyzőkönyv |               |

| Emirates Stadion, London Játékvezető: Kassai Viktor (magyar) |

| 2015. december 9. 20:45 |

| Dinamo Zagreb | 0–2               | Bayern München      |
| ------------- | ----------------- | ------------------- |
|               | (0–0) Jegyzőkönyv | Lewandowski 61' 64' |

| Maksimir Stadion, Zágráb Játékvezető: Martin Strömbergsson (svéd) |

| 2015. december 9. 20:45 |

| Olimbiakósz | 0–3               | Arsenal                       |
| ----------- | ----------------- | ----------------------------- |
|             | (0–1) Jegyzőkönyv | Giroud 29' 49' 67' (11-esből) |

| Karaiszkákisz Stadion, Pireusz Játékvezető: Nicola Rizzoli (olasz) |

### G csoport
| Hely. | Csapat           | M | Gy | D | V | G+ | G– | Gk  | P  | Továbbjutás                                |  | CHL | DKV | POR | MTA |
| ----- | ---------------- | - | -- | - | - | -- | -- | --- | -- | ------------------------------------------ |  | --- | --- | --- | --- |
| 1.    | Chelsea          | 6 | 4  | 1 | 1 | 13 | 3  | +10 | 13 | Továbbjutott az egyenes kieséses szakaszba |  | —   | 2–1 | 2–0 | 4–0 |
| 2.    | Dinamo Kijiv     | 6 | 3  | 2 | 1 | 8  | 4  | +4  | 11 | Továbbjutott az egyenes kieséses szakaszba |  | 0–0 | —   | 2–2 | 1–0 |
| 3.    | FC Porto         | 6 | 3  | 1 | 2 | 9  | 8  | +1  | 10 | Átkerült az Európa-ligába                  |  | 2–1 | 0–2 | —   | 2–0 |
| 4.    | Makkabi Tel-Aviv | 6 | 0  | 0 | 6 | 1  | 16 | −15 | 0  |                                            |  | 0–4 | 0–2 | 1–3 | —   |

| 2015. szeptember 16. 20:45 |

| Dinamo Kijiv              | 2–2               | FC Porto          |
| ------------------------- | ----------------- | ----------------- |
| Huszjev 20' Buyalskyi 89' | (1–1) Jegyzőkönyv | Aboubakar 23' 81' |

| Olimpiai Stadion, Kijev Játékvezető: Felix Brych (német) |

| 2015. szeptember 16. 20:45 |

| Chelsea                                                   | 4–0               | Makkabi Tel-Aviv |
| --------------------------------------------------------- | ----------------- | ---------------- |
| Willian 15' Oscar 45+4' (11-esből) Costa 58' Fàbregas 78' | (2–0) Jegyzőkönyv |                  |

| Stamford Bridge, London Játékvezető: Felix Zwayer (német) |

| 2015. szeptember 29. 20:45 |

| Makkabi Tel-Aviv | 0–2               | Dinamo Kijiv             |
| ---------------- | ----------------- | ------------------------ |
|                  | (0–1) Jegyzőkönyv | Jarmolenko 4' Moraes 50' |

| Sammy Ofer Stadium, Haifa Játékvezető: David Fernández Borbalán (spanyol) |

| 2015. szeptember 29. 20:45 |

| FC Porto             | 2–1               | Chelsea       |
| -------------------- | ----------------- | ------------- |
| André 39' Maicon 52' | (1–1) Jegyzőkönyv | Willian 45+2' |

| Estádio do Dragão, Porto Játékvezető: Antonio Mateu Lahoz (spanyol) |

| 2015. október 20. 20:45 |

| FC Porto                  | 2–0               | Makkabi Tel-Aviv |
| ------------------------- | ----------------- | ---------------- |
| Aboubakar 37' Brahimi 41' | (2–0) Jegyzőkönyv |                  |

| Estádio do Dragão, Porto Játékvezető: Clément Turpin (francia) |

| 2015. október 20. 20:45 |

| Dinamo Kijiv | 0–0         | Chelsea |
| ------------ | ----------- | ------- |
|              | Jegyzőkönyv |         |

| Olimpiai Stadion, Kijev Játékvezető: Damir Skomina (szlovén) |

| 2015. november 4. 20:45 |

| Makkabi Tel-Aviv      | 1–3               | FC Porto                      |
| --------------------- | ----------------- | ----------------------------- |
| Zahavi 75' (11-esből) | (0–1) Jegyzőkönyv | Tello 19' André 49' Layún 72' |

| Sammy Ofer Stadium, Haifa Játékvezető: Anasztásziosz Szidirópulosz (görög) |

| 2015. november 4. 20:45 |

| Chelsea                          | 2–1               | Dinamo Kijiv |
| -------------------------------- | ----------------- | ------------ |
| Dragović 34' (öngól) Willian 83' | (1–0) Jegyzőkönyv | Dragović 78' |

| Stamford Bridge, London Játékvezető: Pavel Královec (cseh) |

| 2015. november 24. 20:45 |

| FC Porto | 0–2               | Dinamo Kijiv                           |
| -------- | ----------------- | -------------------------------------- |
|          | (0–1) Jegyzőkönyv | Jarmolenko 35' (11-esből) González 64' |

| Estádio do Dragão, Porto Játékvezető: Carlos Velasco Carballo (spanyol) |

| 2015. november 24. 20:45 |

| Makkabi Tel-Aviv | 0–4               | Chelsea                                      |
| ---------------- | ----------------- | -------------------------------------------- |
| Ben-Háim 41′     | (0–1) Jegyzőkönyv | Cahill 20' Willian 73' Oscar 77' Zouma 90+1' |

| Sammy Ofer Stadium, Haifa Játékvezető: Alberto Undiano Mallenco (spanyol) |

| 2015. december 9. 20:45 |

| Dinamo Kijiv | 1–0               | Makkabi Tel-Aviv |
| ------------ | ----------------- | ---------------- |
| Harmas 16'   | (1–0) Jegyzőkönyv |                  |

| Olimpiai Stadion, Kijev Játékvezető: Björn Kuipers (holland) |

| 2015. december 9. 20:45 |

| Chelsea                         | 2–0               | FC Porto |
| ------------------------------- | ----------------- | -------- |
| Marcano 12' (öngól) Willian 52' | (1–0) Jegyzőkönyv |          |

| Stamford Bridge, London Játékvezető: Cüneyt Çakır (török) |

### H csoport
| Hely. | Csapat             | M | Gy | D | V | G+ | G– | Gk | P  | Továbbjutás                                |  | ZEN | GNT | VAL | LYO |
| ----- | ------------------ | - | -- | - | - | -- | -- | -- | -- | ------------------------------------------ |  | --- | --- | --- | --- |
| 1.    | Zenyit             | 6 | 5  | 0 | 1 | 13 | 6  | +7 | 15 | Továbbjutott az egyenes kieséses szakaszba |  | —   | 2–1 | 2–0 | 3–1 |
| 2.    | KAA Gent           | 6 | 3  | 1 | 2 | 8  | 7  | +1 | 10 | Továbbjutott az egyenes kieséses szakaszba |  | 2–1 | —   | 1–0 | 1–1 |
| 3.    | Valencia CF        | 6 | 2  | 0 | 4 | 5  | 9  | −4 | 6  | Átkerült az Európa-ligába                  |  | 2–3 | 2–1 | —   | 0–2 |
| 4.    | Olympique Lyonnais | 6 | 1  | 1 | 4 | 5  | 9  | −4 | 4  |                                            |  | 0–2 | 1–2 | 0–1 | —   |

| 2015. szeptember 16. 20:45 |

| Valencia CF           | 2–3               | Zenyit                 |
| --------------------- | ----------------- | ---------------------- |
| Cancelo 55' Gomes 73' | (0–2) Jegyzőkönyv | Hulk 9' 44' Witsel 76' |

| Estadio Mestalla, Valencia Játékvezető: Craig Thomson |

| 2015. szeptember 16. 20:45 |

| KAA Gent      | 1–1               | Olympique Lyonnais |
| ------------- | ----------------- | ------------------ |
| Miličević 68' | (0–0) Jegyzőkönyv | Jallet 58'         |

| Jules Ottenstadion, Gent Játékvezető: Willie Collum (skót) |

| 2015. szeptember 29. 20:45 |

| Olympique Lyonnais | 0–1               | Valencia CF |
| ------------------ | ----------------- | ----------- |
|                    | (0–1) Jegyzőkönyv | Feguli 42'  |

| Stade de Gerland, Lyon Játékvezető: Milorad Mažić (szerb) |

| 2015. szeptember 29. 20:45 |

| Zenyit               | 2–1               | KAA Gent   |
| -------------------- | ----------------- | ---------- |
| Dzjuba 35' Satov 67' | (1–0) Jegyzőkönyv | Matton 56' |

| Petrovszkij Stadion, Szentpétervár Játékvezető: Matej Jug (szlovén) |

| 2015. október 20. 20:45 |

| Zenyit                       | 3–1               | Olympique Lyonnais |
| ---------------------------- | ----------------- | ------------------ |
| Dzjuba 3' Hulk 56' Danny 82' | (1–0) Jegyzőkönyv | Lacazette 49'      |

| Petrovszkij Stadion, Szentpétervár Játékvezető: Martin Atkinson (angol) |

| 2015. október 20. 20:45 |

| Valencia CF                     | 2–1               | KAA Gent  |
| ------------------------------- | ----------------- | --------- |
| Feguli 15' Mitrović 72' (öngól) | (1–1) Jegyzőkönyv | Foket 40' |

| Estadio Mestalla, Valencia Játékvezető: Felix Zwayer (német) |

| 2015. november 4. 20:45 |

| Olympique Lyonnais | 0–2               | Zenyit                     |
| ------------------ | ----------------- | -------------------------- |
| Gonalons 72′       | (0–1) Jegyzőkönyv | Dzjuba 25' 57' Anyukov 88′ |

| Stade de Gerland, Lyon Játékvezető: Felix Brych (német) |

| 2015. november 4. 20:45 |

| KAA Gent            | 1–0               | Valencia CF |
| ------------------- | ----------------- | ----------- |
| Kums 49' (11-esből) | (0–0) Jegyzőkönyv |             |

| Jules Ottenstadion, Gent Játékvezető: Daniele Orsato (olasz) |

| 2015. november 24. 18:00 |

| Zenyit                        | 2–0               | Valencia CF |
| ----------------------------- | ----------------- | ----------- |
| Satov 15' Dzjuba 74' Vezo 80′ | (1–0) Jegyzőkönyv |             |

| Petrovszkij Stadion, Szentpétervár Játékvezető: Svein Oddvar Moen (norvég) |

| 2015. november 24. 20:45 |

| Olympique Lyonnais | 1–2               | KAA Gent                      |
| ------------------ | ----------------- | ----------------------------- |
| Ferri 7'           | (1–1) Jegyzőkönyv | Miličević 32' Coulibaly 90+5' |

| Stade de Gerland, Lyon Játékvezető: Szergej Karaszjov (orosz) |

| 2015. december 9. 20:45 |

| Valencia CF | 0–2               | Olympique Lyonnais       |
| ----------- | ----------------- | ------------------------ |
|             | (0–1) Jegyzőkönyv | Cornet 37' Lacazette 76' |

| Estadio Mestalla, Valencia Játékvezető: Matej Jug (szlovén) |

| 2015. december 9. 20:45 |

| KAA Gent                   | 2–1               | Zenyit     |
| -------------------------- | ----------------- | ---------- |
| Depoitre 18' Miličević 78' | (1–0) Jegyzőkönyv | Dzjuba 65' |

| Jules Ottenstadion, Gent Játékvezető: Manuel De Sousa (portugál) |